# Libro Blanco de Passfield

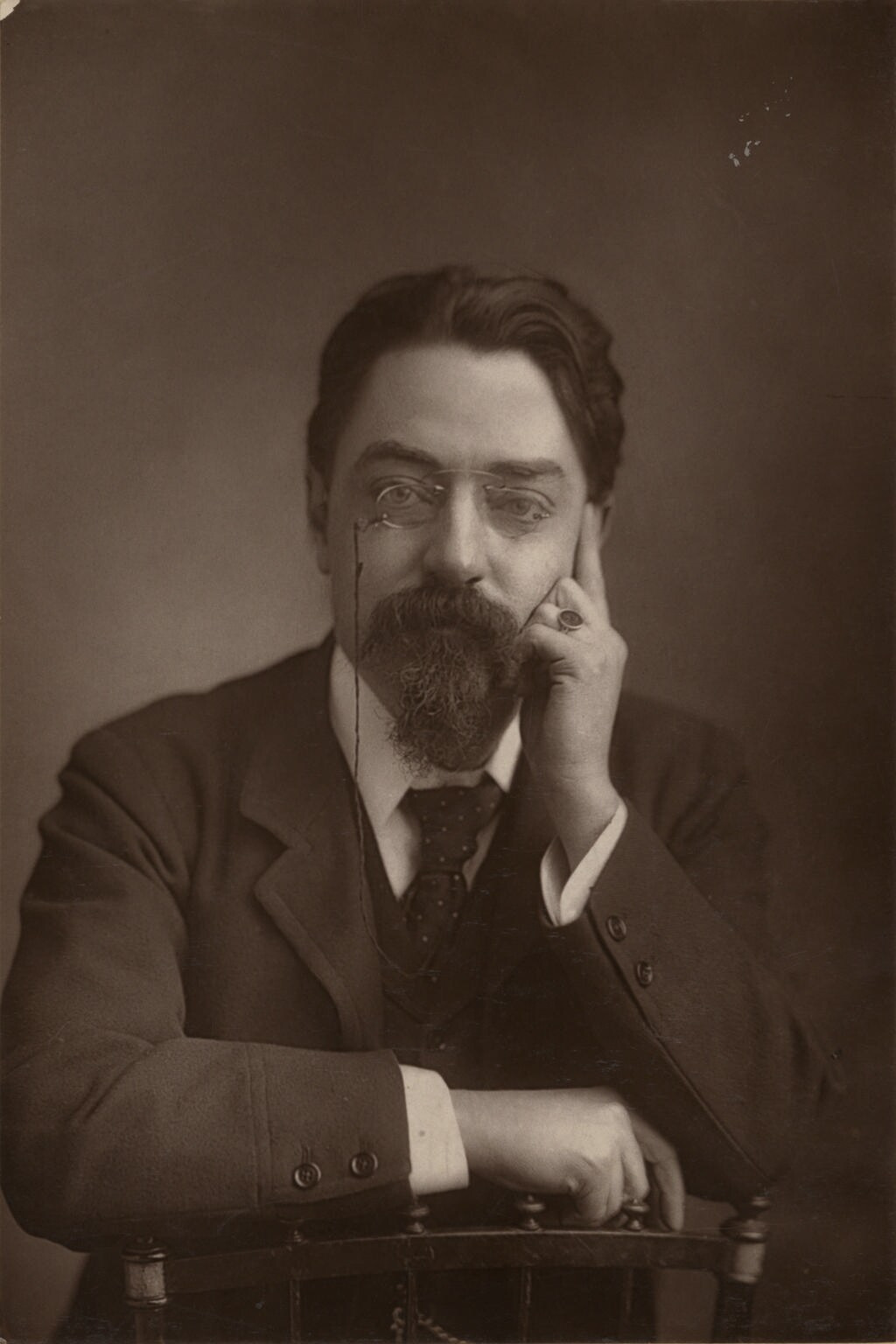
Sidney James Webb, Lord Passfield en una fotografía de 1893.

El Libro Blanco de Passfield, emitido el 20 de octubre de 1930, por el secretario colonial Lord Passfield (Sidney Webb), fue una declaración oficial de la política británica en Palestina, que previamente había sido establecida por El Libro Blanco de Churchill de 1922. La nueva declaración fue resultado de la investigación e Informe Hope Simpson sobre las causas reales de los Disturbios palestinos de 1929, que surgieron por disputas en acceso al Muro de las lamentaciones. El Libro blanco limitaba la inmigración oficial judía, en mucha mayor medida.
La inclinación del documento era decididamente antisionista, ya que criticaba severamente a varias de sus instituciones, incluyendo el Histadrut (Federación General de Trabajadores de la Tierra de Israel) y a la Agencia Judía para la Tierra, que ambas promovían que el trabajo judío contratara solamente a trabajadores judíos, por tanto apoyando la expulsión de los palestinos de las tierras adquiridas, la mayoría de los cuales trabaja bajo un sistema de arrendamiento de tierras. Como dijo el Informe Hope Simpson, El Libro Blanco de Passfield encontró que esta política sionista era dañina para el desarrollo económico de la población árabe. Concluyó que la inmigración judía a Palestina estaba cogiendo las tierras de los fellahs (campesinos árabes). Las ventas de tierra a colonos judíos deberían estar restringidas en adelante, y los niveles de desempleo árabes deberían ser un factor a considerar en los niveles de inmigración judía permitidos en Palestina. Además, se debería formar un consejo legislativos que debe represente a la mayoría (árabe) de la población. Para apoyar la supuesta escasez de tierras en Palestina, la mujer de Passfield, Beatrice Webb, reclamó que allí "no queda sitio ni para un gato" (original en inglés: "no room to swing a cat")
Los Sionistas reclamaron que se trataba  de una retractación de lo que veían como un compromiso en la Declaración de Balfour y, si se implementaba, limitaría la inmigración judía a Palestina. En contra de estas reclamaciones, el libro blanco declara que el desarrollo de un Hogar Nacional Judío en Palestina es una consideración, que disfrutará de apoyo constante, pero que no era lo más importante en el gobierno del mandato. El libro expone que los británicos pretendían cumplir sus obligaciones de gobierno con ambos, los palestinos y los judíos, y que resolverán cualquier conflicto que pudiera surgir como resultado de sus respectivas necesidades. 
Las organizaciones sionistas por todo el mundo organizaron una vigorosa campaña contra el documento. En Gran Bretaña, llevó a dar explicaciones, sobre el documento, al primer ministro Ramsay MacDonald, frente a la Cámara de los comunes, y en una carta a Chaim Weizmann en 1931 (ver abajo), conocida como la Carta de MacDonald.
La carta de MacDonald tenía intención de aplacar a los sionistas, inquietando a los palestinos lo menos posible. Cuando muchos sionistas asumieron la carta como una retirada del libro blanco, pasó a apodarse "la carta negra" por los palestinos. Esto fue a pesar del heco de que el primer ministro dijo en el parlamento, el 11 de febrero de 1931, que "de ningún modo deseaba dar a la carta el mismo estatus como documento prevalente", como el Libro Blanco de Passfield. La carta también afirmaba que pretendía administrar justicia a "sectores no judíos de la comunidad".
Mediante la confirmación de que la política del Mandato de Palestina iba a continuar apoyando la inmigración judía, la carta negaba, de hecho, algunas de las implicaciones del Libro Blanco y facilitaba el incremento de la inmigración, durante el crecimiento del antisemitismo en Europa en la década de 1930.